# دیرالعشایر
دیرالعشایر یک منطقهٔ مسکونی در لبنان است که در راشیا، لبنان واقع شده‌است.

## خصوصیات
دیرالعشایر ۵۰۰ نفر جمعیت دارد.